# GX WebManager Community Edition
GX WebManager Community Edition ist ein proprietäres, aus WebManager hervorgegangenes Content-Management-System (CMS), das kostenlosen Zugriff auf die Plattform des CMS mit einem Software Development Kit (SDK) ermöglicht.
Die Community Edition enthält eine vorkonfigurierte Website mit Beispielen und Inhalt. Es sind Demo-Bilder und Texte vorhanden, die abgeändert werden können. Die Software erlaubt den Entwicklern die Installation des kompletten Paketes (einschließlich einer Datenbank wie MySQL). Die mitgelieferten Application Programming Interfaces (API's oder Programmierschnittstellen) können in vollem Umfang konfiguriert werden und erweitern die Funktionalitäten der Website. Des Weiteren kann in einer integrierten Entwicklungsumgebung (IDE), basierend auf Java-Standards (OSGi), Spring MVC und Eclipse gearbeitet werden. Die Software selbst basiert auf offenen Standards und Technologien wie SOAP, Webservices,  JSR 170 / 283, BPEL und XML.

## Softwareübersicht
| System Voraussetzungen | Application Server any Jakarta EE 1.4 compatible AS           |
| Datenbanken            | MySQL, Oracle, MSSQL                                          |
| Betriebssystem         | Unix, Linux, BSD, HP-UX, Windows 2000, 2003, XP, Solaris, AIX |
| Programmiersprachen    | Java(Jakarta EE) / XML / XSLT / JavaScript / JSP              |

Die Software wurde vor allem dadurch bekannt, dass sie als eine der ersten den Java Standard JSR 170 unterstützt.

### Ausgewählte Eigenschaften
- strikte Trennung von Layout/Design
- Suchmaschinenoptimierung kann menschen- und maschinenlesbare URLs (z. B. für Suchmaschinen) erzeugen
- eingebaute Volltext-Suchfunktion
- eingebaute Caching-Mechanismus sorgen für gute Performance und Stabilität im Frontend
- Spracheinstellungen (auch mehrsprachige Sites) mit Hilfe von Lokalisierungsdaten
- Anbindung an LDAP Server/-Authentifizierung kann eingebunden werden

### Vorteile
- das Frontend kann in jeder gewünschten Sprache dargestellt werden
- die Software wird durch eine Community supportet
- Forum, Wiki und Jira sind verfügbar
- Web Component Bundle (WCB) Unterstützung

### Nachteile
- die Software eignet sich nicht, um Bilder und Grafiken direkt im CMS zu bearbeiten
- die Community Edition ist in den Sprachen Englisch und Niederländisch für das Backend erhältlich.
- bedingt durch die Lizenz ist aktuell lediglich der private Gebrauch gestattet (es kann ein Produktschlüssel beantragt werden)[4]

## Web Component Bundle (WCB)
Developer können die Programmierung neuer Funktionen durchführen und sie zu dem bestehenden System als getrennte bzw. separate Komponenten hinzufügen. Diese WCBs können dann auf einer gesonderten Webseite anderen Entwicklern zur Verfügung gestellt werden.

## Jira Unterstützung
Jira erlaubt es, Bugs direkt zu melden. Diese können dann durch alle Entwickler der Community eingesehen werden.